# Jaffarpur
Jaffarpur (em panjabi: ਜੱਫਰਪੁਰ) é uma aldeia localizada no distrito de Shaheed Bhagat Singh Nagar, no estado de Punjab, na Índia. Está localizado a 6,3 (3,9 mi) quilômetros de Langroya, 4 (2,5 mi) quilômetros da cidade de Mukandpur, 3,6 quilômetros (2,2 mi) do distrito Shaheed Bhagat Singh Nagas e 94 quilômetros (58 mi) da capital do estado, Chandigarh. A aldeia, assim como as demais indianas, é governada por um sarpanch, eleito democraticamente pela maioria da população residente no assentamento.

## Demografia
Segundo o relatório publicado pelo Censo da Índia de 2011, a aldeia Jaffarpur é composta por um total de 188 casas e a população total é de 895 habitantes, dos quais 457 são do sexo masculino e 438, do sexo feminino. O nível de alfabetização da aldeia é 80.50% maior que a média do estado, a qual é de 75.84%.
Conforme constatação do Censo, 365 pessoas exercem seu trabalho fora da aldeia; dessas, 290 são homens e 75 são mulheres. O levantamento do governo também consta que 91.23% dos trabalhadores ocupam um serviço como trabalho formal e único, enquanto os outros 8.77% estão envolvidos em atividades marginais, trabalhando como meio de subsistência em diferentes lugares em menos de seis meses.

## Educação
Na aldeia, não há nenhuma escola, e os estudantes precisam ir a outras aldeias para estudar; muitas dessas aldeias estão distantes por dez quilômetros. Nas proximidades, destaca-se a Lovely Professional University a 48 quilômetros. Outras instituições de ensino também representam papel importante na região: KC Engineering College e Doaba Khalsa Trust.

## Transporte
A estação de trem mais próxima de Jaffarpur é Nawanshahr; no entanto, a estação principal, Garhshankar, está a 15 quilômetros (9,3 mi) de distância. O aeroporto mais perto é Sahnewal, localizado a 53 quilômetros, e o aeroporto internacional mais próximo é o Sri Guru Ram Dass Jee, a 157 quilômetros.